# Sindrome da compressione nervosa
Per  sindromi da compressione nervosa, dette anche sindromi da intrappolamento del nervo, o sindromi canalicolare, in campo medico si intendono quell'insieme di sindromi che si manifestano con una compressione dei nervi anormale causando forte dolore alla persona, e sintomi collegati alla neuropatia periferica. Derivano da compressione e intrappolamento del nervo  o da infiammazione a causa di pressione. Si tratta perlopiù di mononeuriti e mononeuropatie (o mononeuropatie multiple).

## Eziologia
Il nervo risulta intrappolato o compresso per diversi motivi, classicamente per infiammazione dei tendini o della guaina di essi, a causa di movimenti ripetitivi e anomali, come il continuo appoggiarsi sui gomiti o continue stimolazioni (eccessive flessioni). Per quanto riguarda le patologie che possono influire vi è la presenza di cisti gangliari o arterite, ma l'eziologia può essere anche di tipo traumatico, idiopatico, autoimmune (artrite), di vario tipo (amiloidosi, neuropatia diabetica) o genetica da ispessimento congenito della guaina mielinica (es. neuropatia tomaculare detta anche neuropatia con predisposizione alla paralisi da pressione).

## Tipologia
A seconda della localizzazione (nervo interessato) ritroviamo:
- Sindrome del tunnel carpale
- Sindrome del tunnel cubitale
- Sindrome del canale di Guyon
- Sindrome di compressione del nervo pudendo
- Sindrome del tunnel radiale
- Sindrome del tunnel tarsale
- Sindrome dello stretto toracico
- Meralgia parestesica
- Radicolopatia (es. sciatica)
- Sindrome del piriforme (pseudo-sciatica)
- Neuropatia radiale
- Neuropatia ereditaria con predisposizione alle paralisi da pressione
- Nevralgia del trigemino da compressione

## Sintomatologia
I sintomi più comuni di tali sindromi sono il dolore (dolore neuropatico, mialgia), nevralgia, parestesia, intorpidimento, nei casi peggiori paresi e paralisi motoria del muscolo innervato dal nervo compresso.

## Terapia
Il trattamento mira inizialmente all'immobilizzazione o limitazione di movimento dell'arto coinvolto, ma se non dovesse essere sufficiente si provvede a decompressione chirurgica.